# Jackie Raynal
Jackie Raynal (née Jacqueline Raynal) est une réalisatrice, monteuse, actrice, distributrice et programmatrice de cinéma française, née le 20 octobre 1940 à Poilhes dans l'Hérault.

## Biographie
En 1958, Jackie Raynal est figurante sur le film Bonjour tristesse de Otto Preminger. En 1960, elle obtient une licencie de lettres  à Paris et étudie la photographie. En 1962, elle co-réalise son premier film (avec Etienne Becker et Patrice Wyers) à propos du chorégraphe et danseur Merce Cunningham. En 1963, elle devient stagiaire monteuse pour Méditerranée de Jean-Daniel Pollet, un projet avec lequel elle apprend le travail de montage.
De 1963 à 1967, elle travaille avec Eric Rohmer pour le montage de tous ses films. En 1966, elle monte tous les sketches du film Paris vu par..., où elle collabore avec Jean Douchet, Claude Chabrol, Jean-Luc Godard, Jean-Daniel Pollet, Eric Rohmer et Jean Rouch.
Elle est membre du groupe Zanzibar, collectif de cinéastes et artistes formé en mars 1968 autour de Sylvina Boissonas, Olivier Mosset, Philippe Garrel, Serge Bard et d'autres.
En 1968, elle réalise son premier film Deux fois, sorte de manifeste féministe et de désenchantement, à la suite des évènements de mai 1968. Filmé au cours d'un voyage de neuf jours à Barcelone en septembre 1968, le montage est fait « à la caméra » : rien n'est retiré du matériau filmé. Le titre provient de l'usage, à plusieurs reprises dans le film, de la répétition d'une même action. Le critique Louis Skorecki des Cahiers du Cinéma considère Deux Fois comme « l’un des films les plus forts et les plus énigmatiques » jamais réalisé.
En 1973, Jackie Raynal décide de s'installer à New York. Après un bref retour en France, elle devient en 1974 programmatrice et directrice du Bleecker Street Cinema, un lieu très influent pour les cinéastes et les cinéphiles grâce à ses projections de films étrangers et indépendants et qui venait d'être racheté par son mari Sid Geffen. Elle devient également programmatrice et directrice du Carnegie Hall Cinema, situé sous le célèbre music-hall, un rôle qu'elle occupera jusqu'en 1990. Elle poursuit par la suite son activité de programmatrice pour le Angelika 57, un cinéma d'art et d'essai situé dans le centre de Manhattan sur la 57e Rue et ayant fonctionné entre 1993 et 1997. En 1983, le critique de cinéma Jonathan Rosenbaum estimait que Jackie Raynal « a été plus que toute autre personne responsable de l'exposition dans ce pays de films majeurs de Chantal Akerman, Scott B et Beth B, Marco Bellochio, Marguerite Duras, Jean-Luc Godard, Ulrike Ottinger, Yvonne Rainer, Jacques Rivette et Wim Wenders, parmi beaucoup d'autres ».
En 1980, Jackie Raynal réalise New York Story qui se déroule dans le luxueux Plaza Hotel. Elle y joue le rôle d’une cinéaste française et épouse d'un homme riche, nommé Sid. L’institution du couple y est tournée en dérision. En 1984, elle réalise une sorte de suite, intitulée Hotel New York, dialoguée par Gary Indiana et filmée par Babette Mangolte. Avec ces deux films autobiographiques, Jackie Raynal propose un regard sur de la scène artistique new-yorkaise des années 1980, doublé d'une analyse critique du milieu du cinéma de la Nouvelle Vague.
Comme actrice, elle est apparue, entre autres, dans des films de Yvonne Rainer et de Abel Ferrara.
Elle a été mariée avec Joseph Saleh et Sid Geffen.

## Distinction
- Grand prix au festival du Jeune cinéma, Hyères, 1972
- Jackie Raynal est nommée chevalière dans l'Ordre des Arts et des Lettres en janvier 2010[8].

## Filmographie

### Réalisatrice
- 1962 : Merce Cunningham, 27 min (co-réalisé avec Patrice Wyers et Étienne Becker)
- 1968 : Cinétract, 90 min
- 1968 : Deux fois, 67 min
- 1980 : New York Story, 27 min
- 1984 : Hotel New York, 52 min
- 2000 : Notes on Jonas Mekas, 53 min
- 2001 : Bandes à part, 10 min
- 2003 : Autour de Simon Lazard, 52 min
- 2004 : La nuit de l'ours, 26 min
- 2004 : Portrait de Jean Rouch, 16 min
- 2008 : Gougnette, 52 min
- 2010 : Ma dernière interview avec Eric Rohmer, 19 min
- 2015 : Reminiscences of Jonas Mekas, 53 min
- 2020 : La Vie parisienne, 12 min

### Monteuse
- 1963 : Méditerranée de Jean-Daniel Pollet
- 1963 : La Carrière de Suzanne d'Éric Rohmer
- 1963 : La Boulangère de Monceau d'Éric Rohmer
- 1964 : Bassae de Jean-Daniel Pollet
- 1964 : Nadja à Paris d'Éric Rohmer
- 1964 : Cover-girls de José Bénazéraf
- 1965 : Paris vu par... de Jean Douchet, Claude Chabrol, Jean-Luc Godard, Jean-Daniel Pollet, Eric Rohmer et Jean Rouch
- 1966 : Une étudiante d'aujourd'hui d'Éric Rohmer
- 1966 : Le Jeune Homme et la Mort de Roland Petit
- 1967 : La Collectionneuse d'Éric Rohmer
- 1967 : Héraclite l'obscur de Patrick Deval
- 1968 : Carmen de Herbert von Karajan
- 1968 : La Concentration de Philippe Garrel
- 1969 : Acéphale de Patrick Deval
- 1969 : Détruisez-vous de Serge Bard
- 1971 : Jupiter de Jean-Pierre Prévost
- 1975 : Saturday Night at the Baths de David Buckley
- 2003 : Autour de Simon Lazard de Jackie Raynal
- 2004 : La nuit de l'ours de Jackie Raynal
- 2011 : Menschen am Sonntag de Friedl vom Gröller
- 2012 : Free Radicals: A History of Experimental Film de Pip Chodorov

### Actrice
- 1968 : La Femme-bourreau de Jean-Denis Bonan
- 1968 : Acéphale de Patrick Deval
- 1969 : Deux fois de Jackie Raynal
- 1969 : Camembert Martial Extra-Doux, de Martial Raysse
- 1970 : Piège de Jacques Baratier
- 1971 : Jupiter de Jean-Pierre Prévost
- 1972 : Le Grand départ de Martial Raysse
- 1981 : Cinématon #110 de Gérard Courant
- 1981 : New York Story de Jackie Raynal
- 1981 : Freak Orlando de Ulrike Ottinger
- 1983 : Naughty Boys de Eric de Kuyper
- 1984 : Hôtel New York de Jackie Raynal
- 1985 : The Man who envied women de Yvonne Rainer
- 1986 : Couple #17 de Gérard Courant
- 1999 : Zanzibar à Saint-Sulpice de Gérard Courant
- 2014 : Welcome to New York de Abel Ferrara
- 2015 : Cinématon #2929 de Gérard Courant
- 2015 : Philippe Garrel vu par Jackie Raynal, Philippe Azoury et moi, Carnets filmés de Gérard Courant
- 2015 : Philippe Garrel à Séoul (Première Master Class), Carnets filmés de Gérard Courant
- 2015 : Voyage à Séoul à l'occasion d'une rétrospective des films de Philippe Garrel, Carnets filmés de Gérard Courant
- 2016 : Deux Rémi, deux de Pierre Léon